# Joaquín Albarrán
Joaquín Albarrán y Domínguez (Sagua la Grande, 9 maggio 1860 – Parigi, 17 giugno 1912) è stato un urologo cubano.

## Biografia
Nel 1878 si recò a Parigi, dove studiò e lavorò. Albarrán considerava di fondamentale influenza per la sua carriera regarded l'anatomista Louis-Antoine Ranvier (1835–1922) e l'urologo Jean Casimir Félix Guyon (1831–1920). Nel 1906 succedette a Guyon come direttore della Clinica di Urologia presso l'Hôpital Necker.
Nella prima parte della carriera di Albarrán si occupò di microbiologia e istopatologia, ma in seguito si dedicò all'urologia dove portò a dei contributi importanti. Fu il primo francese ad eseguire una prostatectomia perineale. Inventò un dispositivo per l'aggiustamento di un cistoscopio durante la cateterizzazione di un uretere. Il dispositivo divenne famoso come lever d'Albarrán. Vinse tre volte il Goddard Prize e   nel 1912 fu proposto per il premio Nobel per la medicina.

## Eponimi
- Sindrome di Albarran-Ormond:  fibrosi retroperitoneale infiammatoria; chiamata coll'urologo statunitense John Kelso Ormond (1886–1978), conosciuta anche come Sindrome di Gerota, dall'anatomista ed urologo Dimitrie Gerota romeno.
- Ghiandola di Albarran: piccola ghiandola subtrigonale nella vescica.
- Segno di Albarran: Un segno di cancro nel pyelum.

## Opere scritte
- (FR)  Anatomie et physiologie pathologique de la rétention de l'urine. Scritto insieme a Jean Casimir Félix Guyon, 1890.[1]
- (FR)  Sur une série de quarante opérations pratiqués sur la rein. Revue de chirurgie, 1896, 16: 882–884.
- (FR)  Médecine opératoire des voies urinaires. Paris, Masson & Cie., 1909. La sua migliore opera scritta. Albarran fu il primo chirurgo Francia a praticare una prostatectomia perineale.[2]